# 雷·博尔纳
雷·博尔纳 OAM（英語：Ray Borner，1962年5月27日—），澳大利亚前职业篮球运动员，曾效力于澳大利亚全国篮球联赛（NBL），还曾代表澳大利亚参加1984年夏季奥运会、1988年夏季奥运会、1992年夏季奥运会和1996年夏季奥运会男子篮球比赛。